# Phil Cade
Philip Cade (Charles City, Iowa, 12 juni 1916 – Winchester, Massachusetts, 28 augustus 2001) was een Formule 1-coureur uit de USA. Hij reed 1 Grand Prix; de Grand Prix van de Verenigde Staten van 1959 voor het team Maserati.